# Micropogonias furnieri
Micropogonias furnieri är en fiskart som först beskrevs av Anselme Gaëtan Desmarest 1823.  Micropogonias furnieri ingår i släktet Micropogonias och familjen havsgösfiskar. Inga underarter finns listade i Catalogue of Life.